# Gmina Sztip
Gmina Sztip (mac. Општина Штип) – gmina miejska w środkowej Macedonii Północnej.
Graniczy z gminami: Gradsko od południowego zachodu, Negotino od południa, Koncze od południowego wschodu, Radowisz od wschodu, Karbinci od północnego wschodu, Probisztip od północy, Sweti Nikołe od północnego zachodu i Łozowo od zachodu.
Skład etniczny
- 87,19% – Macedończycy
- 4,59% – Romowie
- 4,34% – Arumuni
- 2,66% – Turcy
- 0,62% – Serbowie
- 0,6% – pozostali

W skład gminy wchodzą:
- miasto: Sztip;
- 43 wsie: Bałtalija, Brest, Wrsakowo, Goraczino, Dobroszani, Dołani, Edeklerci, Jamularci, Kałapetrowci, Koeszewo, Kriwi Doł, Łakawica, Leskowica, Lipow Doł, Ljuboten, Nikoman, Nowo Seło, Nowo Seło, Penusz, Piperowo, Pocziwało, Puhcze, Sarcziewo, Sełce, Skandałci, Sofilari, Star Karaorman, Stepanci, Suwo Grło, Sudić, Suszewo, Tanatarci, Testemełci, Toplik, Tri Czeszmi, Hadżi-Redzepli, Hadżi-Sejdeli, Hadżi-Hamzali, Creszka, Czardaklija, Cziflik, Szaszawarlija, Szopur.